# Жива (фільм)
«Жива» — український історико-драматичний фільм, знятий Тарасом Химичем за реальними подіями. Він є дебютною ігровою повнометражною роботою режисера. Прем'єра стрічки в Україні відбулась 24 листопада 2016 року. Фільм розповідає про молоду дівчину Анну Попович, яка рятуючись від переслідувань МГБ, потрапляє до війська УПА.
У серпні 2017 року стрічка взяла участь у відборі на висування фільму від України на ювілейну 90-ту кінопремію «Оскар» Американської академії кінематографічних мистецтв і наук у категорії «Найкращий фільм іноземною мовою».

## У ролях
| Актор                         | Роль                     |
| ----------------------------- | ------------------------ |
| Комановська Ольга Ярославівна | Анна Попович у дитинстві |
| Ольга Комановська             | Анна Попович             |
| Анна Попович                  | Камео                    |
| Ростислав Держипільський      | «Довбуш»                 |
| Юрій Хвостенко                | Аліфанов                 |
| Ярослав Кіргач                | полковник «Грім»         |
| Олександра Люта               | дружина Грома            |
| Володимир Правосудов          | майор                    |
| Максим Межинський             | Ніко у дитинстві         |
| Володимир Климук              | Ніко                     |
| Ірина Гайдамака               | мама                     |
| Володимир Чернюк              | святий                   |
| Альбіна Сотникова             | медсестра                |
| Сергій Левченко               | капітан                  |
| Руслан Забілий                | слідчий                  |
| Олеся Галканова               | секретарка               |
| Максим Каменков               | сержант                  |
| Павло Пятаков                 | солдат                   |
| Ярослав Яртих                 | охоронець Довбуша        |
| Андрій Альфавіцький           | охоронець Грома          |
| Юрій Шоробура                 | дублер Довбуша           |
| Дмитро Каршневич              | стукач                   |

## Виробництво

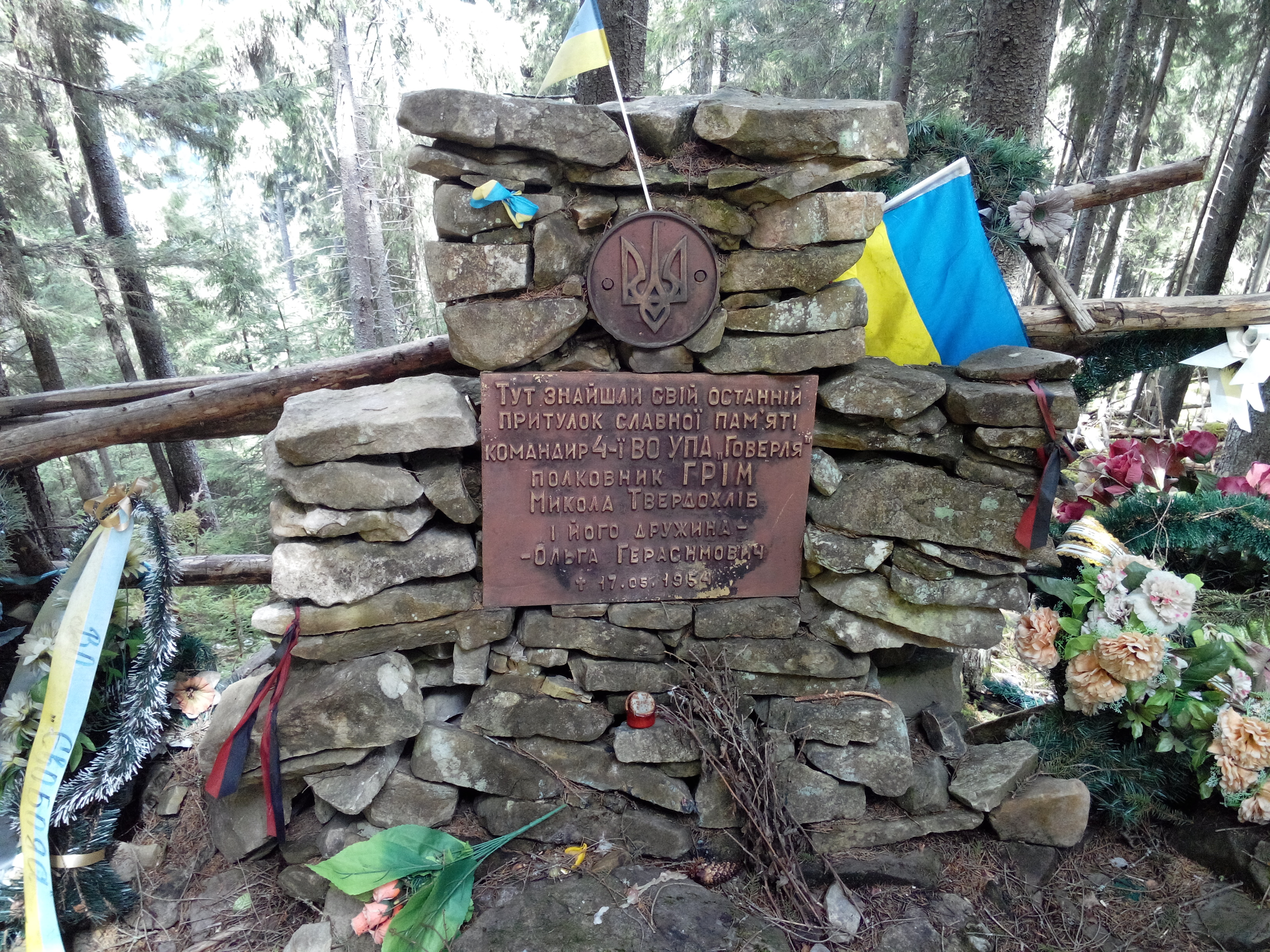
Пам'ятний знак біля бункера Грома, в якому відбувалися реальні події

Фільм знятий за реальними подіями, які трапилися з Анною Попович у 1950-х роках. Попович розповіла свою історію авторам стрічки та дозволила її екранізувати. Більша частина зйомок відбувалися у Ґорґанах, у тих місцях, де відбувались події з життя Ганни Попович. Сцену з допитом головних героїв знімали у львівському Національному музеї-меморіалі жертв окупаційних режимів «Тюрма на Лонцького», директор якого, Руслан Забілий, виступив консультантом фільму.
Для Ольги Комановської, виконавиці головної ролі, фільм став кінодебютом. Попович допомагала акторці у створенні образу.

### Кошторис
Стрічка отримала фінансову підтримку у розмірі ? від Львівського обласного бюджету в рамках Регіональної програми сприяння розвитку інформаційного простору та громадянського суспільства. Загальний кошторис стрічки склав ₴2,5 млн.

### Музика
14 квітня 2016 року відбулась прем'єра відеокліпу пісні «Закохані» гурту «Був'є», яка стала саундтреком фільму.

## Касові збори
Станом на грудень 2016 року, за три тижні прокату фільм «Жива» зібрав понад один мільйон гривень. Хоча у одному з інтерв'ю Детектор медіа продюсер стрічки стверджувала що фільм зміг зібрати близько 2 мільйонів гривень в обмеженому прокаті (самокатом, прокат лише на 20 екранах в мережі кінотеатрів «Планета кіно»), у офіційних даних Держкіно вказано що фільм насправді зібрав трохи більше ₴1.3 млн.

## Реліз
14 травня 2016 року робочу версію «Живої» було представлено в українському павільйоні Каннського кінофестивалю. Фільм вийшов в обмежений кінопрокат в Україні 24 листопада 2016 року. У січні фільм було безкоштовно викладено на офіційному YouTube-каналі компанії-виробника Invert Pictures Film Studio.